# El Khabar
El Khabar (arabisch الخبر, DMG al-ḫabar) ist eine algerische Tageszeitung, die in arabischer Sprache erscheint. Sie wurde 1990 unter dem Namen El Khabar gegründet. Die erste Ausgabe erschien am 1. November 1990.

## Geschichte
Nach dem Sturz des algerischen Einparteiensystems im Jahr 1988 gründete eine Gruppe junger Journalisten im Jahr 1990 die Zeitung El Khabar. Mitarbeiter der Zeitung wurden mehrmals inhaftiert, nachdem sie kritisch über die algerische Regierung berichtet hatten.